# فيل آدامز
فيل آدامز (بالإنجليزية: Phil Adams)‏ (5 فبراير 1991 في أستراليا - ) هو لاعب كريكت أسترالي. لعب مع فريق غرب أستراليا للكريكت ‏.

## وصلات خارجية
- فيل آدامز على موقع إي آس بي آن كريك إنفو (الإنجليزية)